# Matthias Mülmenstädt
Matthias Mülmenstädt (* 27. Januar 1949 in Wolfsburg; † 9. Februar 2021) war ein deutscher Diplomat. Er war in den Jahren 2011 bis 2014 der deutsche Botschafter in Litauen.

## Leben
Sein Abitur machte Matthias Mülmenstädt 1967. Von 1967 bis 1975 studierte er Politik, Geschichte und Russisch auf Lehramt. An das Studium schloss sich sein Zivildienst an. Sein Lehramtsreferendariat absolvierte er in Hessen. Von April 1979 bis 1981 war er als Attaché im Vorbereitungsdienst des Höheren Auswärtigen Diensts.
Mülmenstädt war verheiratet. Seine Frau Sylvia verstarb im Januar 2021, er selbst am 9. Februar 2021 nach einer SARS-CoV-2-Infektion.

## Diplomatische Einsätze
Seinen ersten Einsatz im Auswärtigen Dienst hatte Matthias Mülmenstadt im Referat Sowjetunion des Auswärtigen Amtes. Von Mai 1982 bis August 1984 war er Ständiger Vertreter im Generalkonsulat Leningrad, anschließend bis August 1988 arbeitete er im Referat für Abrüstung des Auswärtigen Amtes. Von August 1988 bis Januar 1991 war er in der Politischen Abteilung der Deutschen Botschaft Washington unter Botschafter Jürgen Ruhfus. Von Januar 1991 bis August 1995 war Matthias Mülmenstadt stellvertretender Referatsleiter Russland und die GUS im Auswärtigen Amt, anschließend bis Oktober 1998 Ständiger Vertreter in der Deutschen Botschaft Tel Aviv. Von Oktober 1998 bis Juli 2001 war er Ständiger Vertreter im Generalkonsulat Montreal, von Juli 2001 bis Juli 2007 im Bundespräsidialamt Referatsleiter Internationale Entwicklung, Afrika und Asien, danach von Juli 2007 bis Oktober 2010 Beauftragter für Afrika im Auswärtigen Amt.
Seit September 2011 war Matthias Mülmenstädt als Nachfolger von Hans-Peter Annen deutscher Botschafter in Vilnius. Nach seinem Eintritt in den Ruhestand im Sommer 2014 folgte ihm dort Jutta Schmitz.